# Orelli (famiglia)

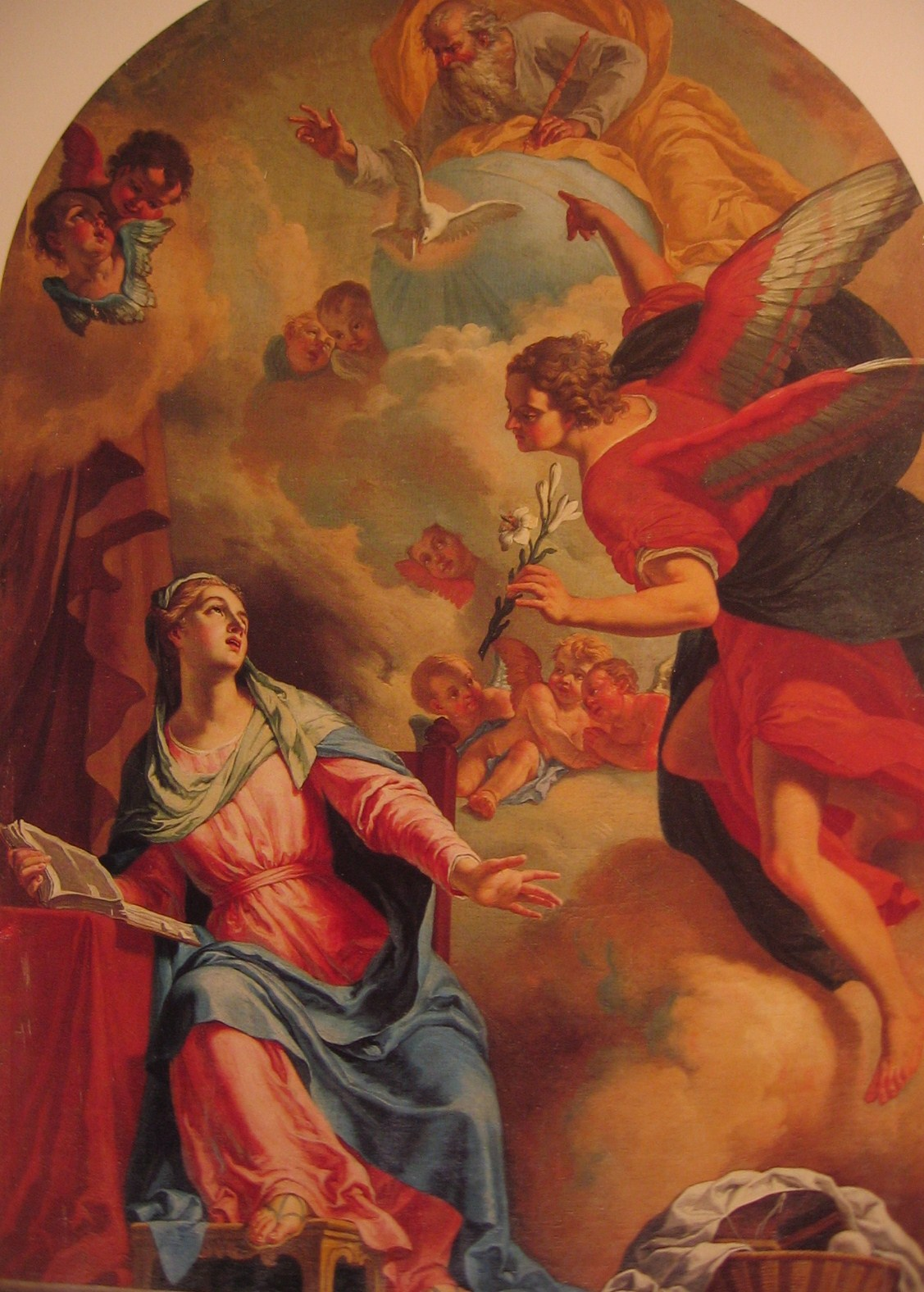
Vincenzo Angelo Orelli

Gli Orelli sono stati una famiglia di pittori dalle origini svizzere presente nel XVII secolo e XVIII secolo nell'ambiente artistico. Fra i suoi esponenti ebbe pittori che svolsero la loro attività inizialmente sul Canton Ticino per poi spostarsi a Bergamo e nella sua provincia. Un ramo della famiglia Orelli era presente nella bergamasca già nel XVI secolo quando, diventati valdesi, dovettero allontanarsi dal Canton Ticino.

## Personaggi

### Antonio Baldassarre Orelli (1669-1731)
Di Antonio Baldassarre Orelli, rimangono poche notizie, certamente abitò e lavorò a Locarno in Svizzera e sposò Annunciata Maria Teresa Tuone (o Tuoni) figlia del pittore milanese Federico, con lui iniziò l'attività artistica della famiglia.
Di sua fattura l'affresco dell'Annunciazione datato 1725  sul balcone del Palazzo Branca-Baccalà nel comune di Brissago.

### Giuseppe Antonio Orelli (1706-1776)

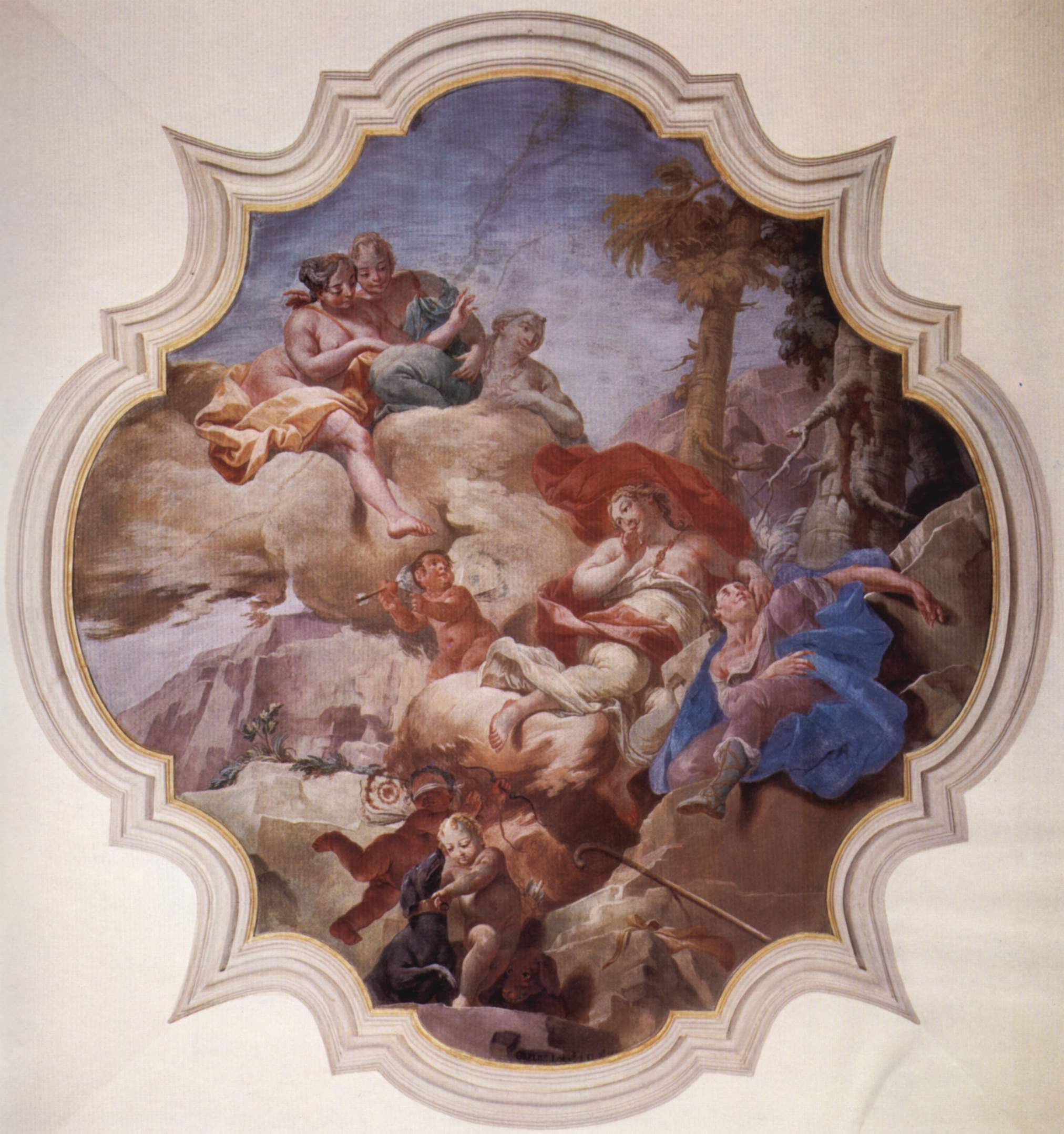
Palazzo Riva

Giuseppe Antonio Orelli nacque a Locarno il 13 febbraio 1706, apprese le prime lezioni nella bottega dal padre Antonio Baldassarre e con lui lavorò principalmente a Locarno, ancora giovane si spostò a Milano per seguire le conoscenze del nonno Federico Tuone. Sviluppò la sua attività artistica principalmente a Bergamo e nella bergamasca. A Locarno sposò Maria Gerolamo de' Leoni, con lei ebbe i figli  Baldassarre,  Vincenzo Angelo e Maria Caterina Annunziata, che continuarono a lavorare nella sua bottega.

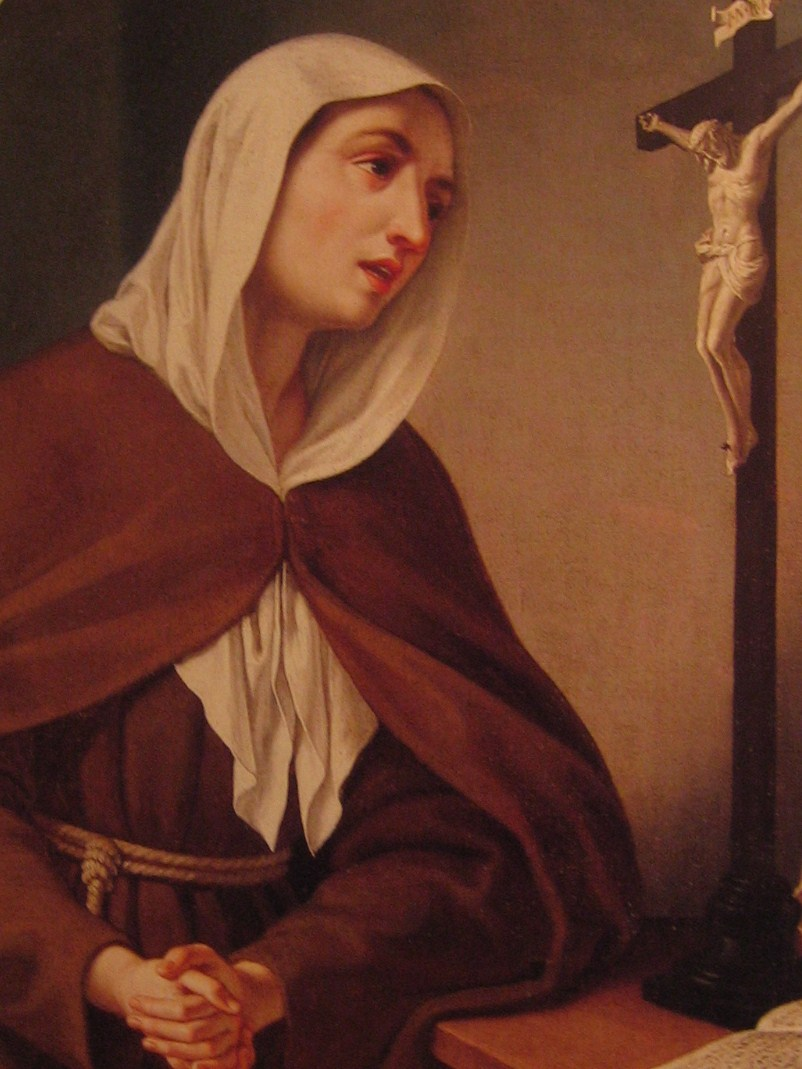
Vincenzo Angelo Orelli

### Baldassare Antonio Orelli (1745-1805)
il primogenito di Giuseppe, continuò l'attività del padre, collaborando anche con il fratello e specializzatosi nella quadratura, quindi nella raffigurazione di elementi architettonici.

### Vincenzo Angelo Orelli (Locarno 10.4.1751-Bergamo 21.1.1813)
Vincenzo Angelo Orelli lavorò nella bottega del padre con il fratello, diventando un ritrattista, collaborò in diverse opere paterne tanto da non essere sempre individuabile quale ne sia l'autore, frequentò gli ambienti intellettuali cittadini diventando amico di Paolo Vincenzo Bonomini, artista rinomato che gli procurò diverse commissioni. Studiò a Milano, e i suoi viaggi a Roma lo aiutarono ad avere una personalità  artistica propria, anche se non uscirà mai dal territorio della bergamasca con l'eccezione di pochissime commissione nel bresciano.